# Violência gráfica
Violência gráfica refere-se à representação de atos de violência especialmente vívidos, brutais e realistas em mídias visuais, como cinema, televisão e jogos eletrônicos. Pode ser real, simulado em ação ao vivo ou animado.
Destinado apenas ao público adulto, o “gráfico” na violência gráfica é sinônimo de “explícito”, referindo-se à natureza clara e descarada da violência retratada.

## Subtermos
Abaixo estão os termos categorizados como ou relacionados à violência gráfica.

### Gore
A definição de gore é simplesmente uma visão de sangue. Está principalmente associado a conteúdos com extrema destruição corporal, como acidente de trabalho, mutilação e zoossadismo.
O termo geralmente é usado como sinônimo de “violência gráfica”, mas algumas pessoas ou organizações separam o termo “gore” e “violência gráfica”, como a Adobe Inc., que separa os termos para seu serviço de publicação. Outro exemplo é o site de notícias The Verge, que separa o termo “gore” e “violência” ao relatar o fechamento do LiveLeak.
O compartilhamento de vídeos sangrentos é em sua maioria ilegal.

### Hurtcore
Hurtcore, um aglutinação das palavras “hardcore” e “hurt”, é um nome dado a uma forma particularmente extrema de pornografia infantil, geralmente envolvendo violência degradante, lesões corporais e assassinatos relacionados ao abuso sexual de menor.

### Imagens gráficas e documentário
Alguns documentários ou fotos contêm violência gráfica. Exemplos de documentários gráficos e filmagens são guerra e crime. Ao contrário de conteúdos sangrentos, o compartilhamento de documentários gráficos e filmagens é legal, embora a publicação de imagens gráficas e documentários tenha causado debates e reclamações.